# Tempelj Gangaramaya
Tempelj Gangaramaya je eden najpomembnejših templjev v Kolombu na Šrilanki, in je mešanica sodobne arhitekture in kulturnega bistva.

## Arhitektura
Arhitektura templja prikazuje eklektično mešanico šrilanške, tajske, indijske in kitajske arhitekture. 
Ta budistični tempelj obsega več impozantnih zgradb in se nahaja nedaleč od mirnih voda jezera Beira na zemljišču, kjer je bilo prvotno majhno puščavnikovo bivališče na kosu močvirne zemlje. Ima glavne značilnosti vihare (tempelj), cetiye (pagoda), Bodijevo drevo, Vihara Mandiraya, Seema malaka (dvorana za menihe) in relikviarij. Poleg tega so v kompleksu še muzej, knjižnica, stanovanjska hiša, trinadstropna Pirivena, izobraževalne dvorane in dvorana za miloščino.
Najbolj opazna za turiste je arhitektura svetišča Simamalaka, ki je bila zgrajena z donacijami muslimanskega sponzorja šrilanškemu arhitektu  Geoffreyu Bawi (23. julij 1919 – 27. maj 2003).

## Znani vodje
Bil je dom za razgledane učenjake, kot so častni menihi (thero, bhikkhu) Ratmalana Sri Dharmarama, Waskaduwa Sri Subhuti, Weligama Sri Sumangala, Welivitiye Dhammaratna in Pandit Batuwantudawe.

## Zgodovina
Don Bastian (de Silva Jayasuriya Goonewardane, Mudaliyar), znani trgovec z ladjami iz 19. stoletja, ki je iskal primerno zemljo za izgradnjo templja za meniha Matara Sri Dharmarama, je kupil lep kos zemlje, ki je pripadala trem Mavrom in z velikimi stroški pripravil zemljišče. Na zemljišču, ki sta ga na obeh straneh obkrožala Moragoda Ela in Pettigala Ela, je bil zgrajen tempelj, ki je bila pozneje imenovan Padawthota Gangaramaya Viharaya. Mudaliyar je s pomočjo ljudi zgradil čudovito dagobo (Chaitya), velik dekorativen lok (thorana) in mesečev kamen (Sandakada pahana), narejen po vzoru tistega, ki je bil najden v  Anuradhapuri, na vhodu v tempelj. Mlado drevo Bodi, ki ga je prinesel iz Anuradhapure, je zasadil z lastnimi rokami in vzgojil. Prav tako je zgradil trinadstropno pridigarsko dvorano in zidove, ograje in jarek okoli templja.

## Sedanje aktivnosti
Danes Gangaramaya služi ne samo kot mesto budističnega čaščenja, je tudi središče učenja. Tempelj je vključen v budistično dobro počutje, vključno z domovi starih ljudi, poklicno šolo in sirotišnico. Tempelj je privlačen in toleranten do članov številnih različnih religij. Pomemben je bil tudi pri vzpostavitvi budističnega templja na Staten Islandu (ZDA), budističnem centru v New Yorku in budističnem centru v Tanzaniji, s čimer pomaga širiti darmo v drugih državah.

## Galerija
- Seema Malaka, na otoku v jezeru Beira
- Kip Bude iz žada v templju
- Galboda Gnanissara Thera, prvi vodja templja
- Slonovi okli v templju